# Ocean Colour Scene
Az Ocean Colour Scene egy brit együttes. 1989-ben alakultak meg a birminghami Moseley-ben. Alternatív rockot, indie rockot, blues rockot, illetve Britpopot játszanak. Korábban a Madchester műfajban is zenéltek. Lemezeiket a Fontana Records, Cooking Vinyl Records, Sanctuary Records, Island Records, Moseley Shoals kiadók jelentetik meg. Egészen a mai napig működnek. Pályafutásuk alatt 10 nagylemezt, hat videóalbumot és több B-side válogatást, válogatáslemezt és koncertalbumot is piacra dobtak.

## Tagok
- Simon Fowler
- Steve Cradock
- Oscar Harrison
- Raymond Meade.

Volt tagok: Damon Minchella, Dan Sealey és Andy Bennett.

## Diszkográfia

### Stúdióalbumok
- Ocean Colour Scene (1992)
- Moseley Shoals (1996)
- Marchin' Already (1997)
- One from the Modern (1999)
- Mechanical Wonder (2001)
- North Atlantic Drift (2003)
- A Hyperactive Workout for the Flying Squad (2005)
- On the Leyline (2007)
- Saturday (2010)
- Painting (2013)